# W. Harold Anderson
William Harold „Andy“ Anderson (* 11. September 1902 in Akron, Ohio; † 13. Juni 1967) war ein US-amerikanischer Basketballspieler und -trainer. Anderson war einer der ersten Trainer, der im College-Basketball den Meilenstein von 500 Siegen verzeichnen konnte. Zwischen 1942 und 1963 leitete er für 21 Spielzeiten  das Basketballteam der Bowling Green State University (BGSU) sowie von 1934 bis 1942 das der University of Toledo. Anderson gelang es mit diesen beiden Mannschaften als erstem Trainer der Geschichte, zwei verschiedene Teams zur Teilnahme am National Invitation Tournament (NIT) zu führen.

## Spieler
W. Harold „And“y Anderson zeichnete sich früh als Spieler an seiner High School in Akron, Ohio, aus. Nach seinem Wechsel auf das Otterbein College, Columbus in Ohio, war Anderson in verschiedenen Sportarten erfolgreich. Als Spieler des Basketballteams wurde er jeweils 1923 und 1924 zum wertvollsten Spieler (MVP) gewählt.

## Trainer
Nach seinem College-Abschluss war W. Harold Anderson zunächst neun Jahre lang als Trainer auf High-School-Ebene tätig, bevor er 1934 Cheftrainer der Toledo Rockets an der University of Toledo wurde. In der Zeit zwischen 1934 und 1942 erzielte er mit der Mannschaft eine Bilanz von 142 Siegen zu 41 Niederlagen, was einer Siegquote von 77,6 Prozent entspricht. Er brachte das Team zudem zu seiner ersten Teilnahme am NIT.
Für die folgenden 21 Jahre übernahm Anderson die Trainerposition an der BGSU. Das Team der „Falcons“ führte er bis zu seinem Ausscheiden zu einer Bilanz von 362 Siegen bei 185 Niederlagen, eine Siegquote von 66,2 Prozent. Anderson erreichte mit dem Team insgesamt sechs NIT-Teilnahmen und drei Teilnahmen am NCAA-Turnier. Er trainierte an der BGSU unter anderem den späteren NBA-Star Nate Thurmond.

## Auszeichnungen
Die von der BGSU im Jahr 1960 erbaute Sporthalle der Universität wurde 1963 in Anerkennung Andersons offiziell der Name „Anderson Arena“ verliehen. Seitdem trägt die vormals „Memorial Hall“ genannte Sportstätte (zu Ehren von im Einsatz für die US-Streitkräfte gefallener ehemaliger Studenten) den Doppelnamen „Memorial Hall/Anderson Arena“.
Für seine Karriereleistung als Trainer im College-Basketball wurde W. Harold Anderson 1985 in die Naismith Memorial Basketball Hall of Fame aufgenommen.